# Comedy Central Family
A Comedy Central Family a Comedy Central családi, humoros vígjátéksorozatokat sugárzó társcsatornája volt, amely 2017. október 3-án indult a VIVA helyén.
A csatorna hangja Joó Gábor, az egykori Disney Junior férfi hangja volt.
A csatorna reklámidejét mindvégig az RTL Saleshouse értékesítette.

## Története
A csatorna előzményei 2017. július 26-án jelentkeztek, amikor a ViacomCBS bejelentette, hogy október 3-tól egy új, teljesen magyar nyelvű és az itthoni piac igényeire szabott humorcsatornát indít.
2017. október 3-án reggel 6 órakor indult a tesztadása ajánlókkal, a hivatalos adás pedig 15:30-kor indult el A semmi közepén című amerikai családi vígjátéksorozat 4. évadának 21. részével.
A Viacom egy időben a csatorna indításával a feliratozott Comedy Central Extrát kivette a magyarországi csatornakínálatból, nemcsak a Diginél, hanem a UPC Direct-nél (jelenleg Direct One), a Telekomnál és sok más kisebb kábelszolgáltatójánál is a VIVA-t váltotta, amelyet szintén megszüntettek Magyarországon.
2019. június 4-én a Comedy Central és a CC Family új logót és új arculatot kaptak.

A csatorna 2024. július 6-án éjfélkor A semmi közepén című vígjátéksorozat 7. évad 12. része után szűnt meg.

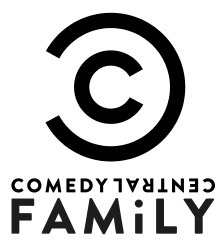
A csatorna korábbi logója (2017-2019)

## Sorozatok

### A csatornán futott sorozatok
| #   | Eredeti cím                           | Magyar cím                               |                |
| --- | ------------------------------------- | ---------------------------------------- | -------------- |
| #   | 1.                                    | The King of Queens                       | Férjek gyöngye |
| 2.  | SpongeBob SquarePants                 | SpongyaBob Kockanadrág                   |                |
| 3.  | The Penguins of Madagascar            | A Madagaszkár Pingvinjei                 |                |
| 4.  | The Middle                            | Anyám borogass                           |                |
| 5.  | Awkward                               | Kínos!                                   |                |
| 6.  | Kung Fu Panda: Legends of Awesomeness | Kung Fu Panda: A rendkívüliség legendája |                |
| 7.  | See Dad Run                           | Főállású fater                           |                |
| 8.  | Instant Mom                           | Instant anyu                             |                |
| 9.  | Young Sheldon                         | Az ifjú Sheldon                          |                |
| 10. | Most Ridiculous                       | Láttad már?                              |                |
| 11. | The Neighborhood                      | Jószomszédok                             |                |
| 12. | Suburgatory                           | Kertvárosba száműzve                     |                |
| 13. | Friends                               | Jóbarátok                                |                |
| 14. | Fresh Off the Boat                    | Amerika huangjai                         |                |
| 15. | Dharma & Greg                         | Dharma és Greg                           |                |
| 16. | The Goldbergs                         | A Goldberg család                        |                |
| 17. | Mike & Molly                          | Mike és Molly                            |                |
| 18. | Speechless                            | Hallatlan                                |                |
| 19. | Baby Daddy                            | Papás-Babás                              |                |
| 20. | Melissa & Joey                        | Melissa és Joey                          |                |
| 21. | How I Met You Mother                  | Így jártam anyátokkal                    |                |
| 22. | New Girl                              | Új csaj                                  |                |
| 23. | Mike & Molly                          | Mike és Molly                            |                |
| 24. | Takeshi's Castle Indonesia            | Takeshi küldetés                         |                |
| 25. | My Wife and Kids                      | Életem értelmei                          |                |
| 26. | Life in Pieces                        | Családom, darabokban                     |                |
| 27. | Simon's Cat                           | Simon macskája                           |                |